# Poplatek
Poplatek je jednorázová nebo opakovaně hrazená peněžní částka, která je hrazena plátcem příjemci poplatku. O poplatcích se mluví zejména ve vztahu k veřejnoprávním subjektům (některé právní předpisy používají termín „poplatek“ pouze v tomto významu), avšak poplatky mohou existovat i u plnění poskytovaných na základě soukromoprávních závazkových vztahů. Může se jednat o paušální cenu nebo příplatek (složku ceny).
Těmi poplatky, které jsou určeny do státního rozpočtu, státních fondů nebo rozpočtů územních samosprávných celků, se zabývá zákon č. 280/2009 Sb., daňový řád.
Poplatky jsou například:
- dálniční poplatek
- koncesionářský poplatek
- regulační poplatek ve zdravotnictví
- soudní poplatek
- notářský poplatek
- správní poplatek
- místní poplatek
  - poplatek za lázeňský nebo rekreační pobyt
  - poplatek z ubytovací kapacity
  - poplatek ze vstupného
  - poplatek ze psů
  - poplatek za užívání veřejného prostranství
  - poplatek za povolení k vjezdu
  - poplatek za provozovaný výherní hrací přístroj
  - poplatek za provoz systému shromažďování, sběru, přepravy, třídění, využívání a odstraňování komunálního odpadu
  - poplatek za zhodnocení stavebního pozemku možností jeho připojení na stavbu vodovodu a kanalizace
- clo
- letištní poplatek
- bankovní poplatek (transakční poplatky, poplatky za správu nebo vedení účtu)
- manipulační poplatek
- jízdné
- vstupné
- mýtné
- poplatek z prodlení
- přirážka
- pokuta
- poštovné, balné, doběrečné